# TR–1
A TR–1 a Szovjetunióban a második világháborút követő időszakban kifejlesztett korai gázturbinás sugárhajtómű. Az első, saját fejlesztésű, üzemképes szovjet sugárhajtómű, melyet repülőgépekbe is beépítettek.

## Története
Az SZ–18 gázturbinás sugárhajtómű tapasztalatai alapján fejlesztették ki.  A Szovjetunióban későn, csupán 1943–1944 körül kezdődött el az intenzív fejlesztés a gázturbinás sugárhajtóművek terén, főként az e téren elért angliai és német eredmények hatására. Arhip Ljulka vezetésével dolgozták ki a 12,26 kN tolóerejű SZ–18-as hajtóművet, melyből 1945 elején öt darabot készítettek. A hajtómű üzembiztonsága azonban alacsony volt. Nagy tolóerőnél a gázhőmérséklet ellenőrizetlenül megugrott, az égéstermékek pedig a kompresszor felé áramoltak. Az SZ–18-ast sorozatban nem gyártották. Az SZ–18-ra alapozva, a Szovjetunió birtokába került német sugárhajtóművekkel szerzett tapasztalatokat felhasználva fejlesztették ki a TR–1-et. A prototípusokat Ljulka vezetésével a 165. sz. gyárban készítették, szoros együttműködésben a 45. sz. gyárral. A 45. sz. gyárban 1946 végére már 36 darabot készítettek el.
A hajtóművet három repülőgépbe építették be, melyeket azonban sorozatban nem gyártottak. Az első repülését 1947. május 28-án végrehajtó Szu–11 vadászrepülőgép szárnyközépben elhelyezett gondoláiban egy-egy TR–1 kapott helyet. Az ugyanabban az évben felszállt I–211 kéthajtóműves vadászrepülőgépbe ugyancsak két TR–1-est használtak, majd az év végére elkészült Il–22 négyhajtóműves kísérleti bombázóhoz is ezt a hajtóművet használták. A TR–1-es beépítését tervezték a Lavocskin-tervezőiroda meg nem valósult 154-es típusa és a Mikojan–Gurjevics-tervezőiroda I–305 jelű gépéhez is.
Habár a TR–1-nek nagyobb volt a tolóereje és alacsonyabb a fajlagos fogyasztása, mint a Németországban zsákmányolt hajtóművek másolataként készült RD–10 és RD–20-é, a megbízhatósága azonban elmaradt azokétól. Ez, valamint az a körülmény, hogy a hajtóművet használó repülőgépek is prototípus szintjén maradtak, oda vezetett, hogy a hajtómű sorozatgyártására nem került sor. A hajtómű nagyobb tolóerejű változatának, a TR–1A-nak a fejlesztését is félbehagyták.

## Jellemzői
A TR–1 egytengelyes kialakítású gázturbinás sugárhajtómű. A hajtómű elején elhelyezkedő diffúzor köpenyébe integrálták az olajhűtőt is, melyet a belépő levegő hűt. A kompresszor előtt, a diffúzorban középen lévő áramvonalazó kúp alatt kapott helyet a sűrített levegős indítóberendezés. Kompresszora nyolcfokozatú, melynek nyomásviszonya 3,16. Égéstere gyűrűs, a belőle kilépő gázok kétfokozatú turbinát hajtanak. Az égéstérből kilépő gázok hőmérséklete 1050 K (776,5 C) alatt maradt, így nem volt szükség a turbinalapátok hűtésére. Maximális tolóereje 13,34 kN, fajlagos üzemanyag-fogyasztása 13,45 kg/kN·h volt.

## Külső hivatkozások
- A TR–1 hajtómű az Ugolok nyeba oldalán (oroszul)